# Podagrion mantis
Podagrion mantis är en stekelart som beskrevs av William Harris Ashmead 1886. Podagrion mantis ingår i släktet Podagrion och familjen gallglanssteklar. Inga underarter finns listade i Catalogue of Life.